# 弓削是雄
弓削 是雄（ゆげ の これお）は、平安時代前期の貴族・陰陽師。姓は連のち宿禰。正六位上・弓削安人の子。官位は従五位下・陰陽頭。

## 経歴
清和朝前半に陰陽寮の陰陽師を務め、貞観6年（864年）父・安人らと共に本貫を播磨国飾磨郡から河内国大県郡に改める。清和朝後半は陰陽允・陰陽権助と引き続き陰陽寮の官人を務め、貞観15年（873年）には再び本貫を移し右京三条二坊に貫附されている。
貞観19年（877年）正月に陽成天皇の即位に伴って外従五位下に昇叙され、同年12月には連姓から宿禰姓に改姓する。また同年4月1日に夜間の日蝕が発生したが、事前に中務省から奏上があり廃務が行われた。これに関して、事前に官司が夜間の日蝕を奏上する事への是非について暦博士に下問があった。これに対して、陰陽頭兼暦博士・家原郷好と共に、夜間の日蝕が発生する際には予め中務省に報告がなされる例となっている旨の言上をしている。
元慶6年（882年）内位の従五位下に叙せられ、仁和元年（885年）陰陽頭に昇格した。一説では延喜8年（908年）5月6日卒去。享年61。

## 説話
占いの技術に定評があったらしく、あるとき同宿者に対する夢占いを行って危機を知らせてその命を救った、との説話が『今昔物語集』にある。
今は昔、穀蔵院の使として封戸を催促するために東国に行っていた伴世継は、帰京の途中で近江国の勢多駅に宿泊したが、ちょうど同国国司から大属星を祭るために呼ばれていた、陰陽師天文博士弓削是雄と同宿した。
世継はその夜に悪夢をみた。目が覚めてから是雄に夢の吉凶を占ってもらったところ、是雄は「明日家へ帰ってはいけない。あなたを殺そうとする者が家にいる」と言う。しかし、世継は「長く東国に行っていたので早く家に帰りたいし、多くの公物・私物を持っていてさらに従者も引き連れているので、ここに留まることなどできない、どうやったら難を避けることができるか」と尋ねる。是雄は「どうしても帰りたいと思うのなら、あなたを殺害しようとする者は家の丑寅の角の場所に隠れている。そこで、あなたが家に到着したら従者をそのまま残しておいて、あなた一人で矢を持って丑寅の角の隠れ場所になりそうな所に向かって弓を引いて、『私が東国より帰るのを待って、今日私を殺害しようとしていることはわかっている。早く出てこい。出でこなければ速やかに射殺してやるぞ』と言いなさい。そうすれば、法術で隠れていようとも、自然と顕れ出てくるでしょう」と教えた。
世継は是男の助言を得て、翌日京に急ぎ戻った。家に到着すると家の者は「お帰りなさいませ」と非常にやかましい大声をあげた。世継は従者を家に入れないまま待機させておいて、矢を持って丑寅の角を見回すと一間ほどの場所に菰が掛けてある。「ここだな」と思って、弓を引いて差し当てて「私が京に戻るのを待って、今日私を殺害しようとしていることはわかっている。早く出てこい。出でこなければ速やかに射殺してやるぞ」と言った。
そうすると、菰の中から一人の法師が出てきた。すぐに世継は従者を呼んで法師を捕らえさせて強く問うと、法師は「隠しておくべき事でもない、私の主人の御房は年来この殿の上（世継の妻）と通じていた。今日、世継が帰京することを聞いて『帰宅をしたところを必ず殺して』と殿の上が仰ったので隠れていたのだが、事前に知っていたとは」と言った。
世継はこれを聞いて、前世の果報のおかげで高名な是雄と同宿して命が救われたことを喜んだ。また、是雄の占いが的中したことを感じて、まず是雄の方向に向かって拝んだ。その後、法師を検非違使に引き渡し、妻とは離縁した。
これを思うに、年来の妻と言っても油断してはいけない、女性の心はこういったこともある。また、是雄の占いは不思議である。昔はこのようなものすごい陰陽師がいたものである、と語り伝えたことだ。

## 官歴
注記のないものは『日本三代実録』による。
- 時期不詳：従八位下。陰陽師
- 貞観6年（864年） 8月8日：播磨国飾磨郡から河内国大県郡に移貫
- 時期不詳：正七位上。陰陽允
- 貞観15年（873年） 12月1日：右京三条二坊に移貫
- 時期不詳：正六位上。陰陽権助兼播磨権少掾
- 貞観19年（877年） 正月3日：外従五位下。12月25日：連姓から宿禰姓に改姓
- 時期不詳：兼備前権掾
- 元慶6年（882年） 正月7日：従五位下（内位）
- 仁和元年（885年） 4月27日：陰陽頭
- 延喜8年（908年） 5月6日：卒去[4]

## 系譜
- 父：弓削安人[5]
- 母：不詳